# 吳光驥
吳光驥，四川人，中国近代政治人物。
民国6年（1917年），擔任中华民国遵义府婺川縣縣長。后由馬震昆接任。